# امبنجا
امبنجا (به لاتین: Ambenja) یک منطقهٔ مسکونی در ماداگاسکار است که در بوئنی واقع شده‌است.